# Галацион
Галацион (греч. Γαλάτσιον ή Γαλάτσι) — город в Греции, северный пригород Афин. Расположен на высоте 160 метров над уровнем моря, на Афинской равнине, у подножия хребта Турковуния, в 4 километрах к северо-востоку от центра Афин. Административный центр одноимённой общины в периферийной единице Центральные Афины в периферии Аттика. Граничит на севере с Неа-Ионией, на востоке — с общиной Филотеи-Психикон, на юге и западе с общиной Афины. Население — 59 345 жителей по переписи 2011 года. Площадь — 4,026 квадратного километра. Плотность — 14 740,44 человека на квадратный километр. Димархом на местных выборах 2014 года избран Йоргос Маркопулос (Γιώργος Μαρκόπουλος).
Создан в 1897 году (ΦΕΚ 59Β). Сообщество создано в 1927 году (ΦΕΚ 117Α), в 1963 году (ΦΕΚ 45Α) создана община.
Предположительно, название происходит от фамилии землевладельца Симеона Галакиса (Συμεών Γαλάκης), по другой версии — от греч. γάλα «молоко».
В городе строятся три станции Линии 4 Афинского метрополитена: «Галаци», «Алсос-Вейку» и «Парнитос».
В городе находится византийская церковь Святого Георгия XII века на месте раннехристианской церкви, церковь Святой Гликерии 1927 года на месте церкви 1590 года, обширный парк Вейку, Олимпийский крытый зал «Галаци», Школьный комплекс «Грава».

## Население
| Год  | Население, человек |
| ---- | ------------------ |
| 1920 | 319                |
| 1951 | 9600               |
| 1961 | 13 743             |
| 1971 | 27 240             |
| 1981 | 50 096             |
| 1991 | 59 533             |
| 2001 | 63 418             |
| 2011 | ↘ 59 345           |